# Partie psoïque du fascia ilio-psoïque
La partie psoïque du fascia ilio-psoïque (ou gaine du psoas) est le fascia recouvrant le muscle grand psoas. Il forme, avec la partie iliaque, le fascia ilio-psoïque.

## Structure
La partie psoïque du fascia ilio-psoïque est en haut sur les corps vertébraux des vertèbres lombaires.
Elle se poursuit vers le bas en accompagnant le muscle grand psoas jusqu'au petit trochanter.